# Yahoo!工具列
Yahoo!工具列是一個可於Microsoft Internet Explorer與Mozilla Firefox上使用的網絡瀏覽器工具列。它允許多種功能，包括Yahoo! Search及Yahoo! Mail。它同時內置包含防止弹出式广告和間諜軟件的功能。

## 系統要求
- Windows用戶
  - Windows 2000 或更新
  - Internet Explorer 6.0 或更新
  - Firefox 1.5 或更新
- Mac 及 Linux 用戶
  - Firefox 1.5 或更新

## 外部連結
- Yahoo! Toolbar （页面存档备份，存于）
- Information at Yahoo Help （页面存档备份，存于）

在WINDOWS 7 64位元，無法使用